# تینا مانسون
تینا مانسون (سوئدی: Tina Månsson؛ زادهٔ ۲۲ آوریل ۱۹۶۸) ورزشکار هاکی روی یخ اهل سوئد است. او در بازی‌های المپیک زمستانی ۱۹۹۸ در بخش رقابت‌های زنان در این رشته شرکت کرده‌است.